# Gottfried Weilenmann
Gottfried Weilenmann (1894, data de morte desconhecida) foi um ciclista suíço. Competiu nos Jogos Olímpicos de Verão de 1924 em Paris, França, onde foi membro da equipe suíça de ciclismo que terminou em quinto lugar na perseguição por equipes de 4 km em pista.